# Біг на 200 метрів
Біг на 200 метрів — спортивна дисципліна легкої атлетики, включена в програму олімпійських ігор з моменту II  Олімпійських ігор для чоловіків і з Олімпіади 1948 року для жінок. Належить до швидкісних (спринт) дисциплін. Забіг від краю лінії старту, віддаленою від старту, до крайньої лінії фінішу, наближеною до старту, на дистанцію 200 метрів. Проводиться на біговій доріжці стадіону. Кожен спортсмен зобов’язаний бігти по своїй особистій біговій доріжці, шириною не менше 1,22 м і не більше 1,25 м, обмеженій лініями шириною 5 см. Всі доріжки повинні бути однакової  ширини. На будь-яких міжнародних змаганнях повинні бути вісім окремих бігових доріжок.
Вісім раз за історію Олімпійських Ігор атлети робили «дубль», перемагаючи у забігу і на 100, і на 200 метрів. Троє атлетів мають «дубль» на дистанціях 200 і 400 метрів.
Дистанція 200 метрів входить в програму змагань з першого чемпіонату світу, проведеного в 1983 році.
| Чоловіки | Світовий     | 19,19 с | Усейн Болт              | Ямайка | 20 серпня 2009  | Берлін, Німеччина      |
| Чоловіки | Олімпійський | 19,30 с | Усейн Болт              | Ямайка | 16 серпня 2008  | Пекін, Китай           |
|          |              |         |                         |        |                 |                        |
| Жінки    | Світовий     | 21,34 с | Флоренс Гріффіт-Джойнер | США    | 29 вересня 1988 | Сеул, Республіка Корея |
| Жінки    | Олімпійський | 21,34 с | Флоренс Гріффіт-Джойнер | США    | 29 вересня 1988 | Сеул, Республіка Корея |

## Найкращі результати

### Чоловіки
Найкращі спортсмени за всю історію легкої атлетики 
| Рез.  | Спортсмен       | Спортсмен       | Країна | Місце    | Дата       | Пр. |
| ----- | --------------- | --------------- | ------ | -------- | ---------- | --- |
| 19,19 | Усейн Болт      | Usain Bolt      | Ямайка | Берлін   | 20.08.2009 |     |
| 19,26 | Йохан Блейк     | Yohan Blake     | Ямайка | Брюссель | 16.09.2011 |     |
| 19,32 | Майкл Джонсон   | Michael Johnson | США    | Атланта  | 01.08.1996 |     |
| 19,50 | Ноа Лайлс       | Noah Lyles      | США    | Лозанна  | 06.07.2019 |     |
| 19,53 | Волтер Дікс     | Walter Dix      | США    | Брюссель | 16.09.2011 |     |
| 19,57 | Джастін Гетлін  | Justin Gatlin   | США    | Юджин    | 28.06.2015 |     |
| 19,58 | Тайсон Гей      | Tyson Gay       | США    | Нью-Йорк | 30.05.2009 |     |
| 19,62 | Андре де Грассе | Andre De Grasse | Канада | Токіо    | 04.08.2021 |     |
| 19,63 | Хав'єр Картер   | Xavier Carter   | США    | Лозанна  | 11.07.2006 |     |
| 19,65 | Волтер Дікс     | Воллес Спірмон  | США    | Тегу     | 28.09.2006 |     |

5 найкращих результатів за історію легкої атлетики
| Рез.  | Спортсмен     | Спортсмен       | Країна | Місце    | Дата       | Пр. |
| ----- | ------------- | --------------- | ------ | -------- | ---------- | --- |
| 19,19 | Усейн Болт    | Usain Bolt      | Ямайка | Берлін   | 20.08.2009 |     |
| 19,26 | Йохан Блейк   | Yohan Blake     | Ямайка | Брюссель | 16.09.2011 |     |
| 19,30 | Усейн Болт    | Usain Bolt      | Ямайка | Пекін    | 20.08.2008 |     |
| 19,32 | Майкл Джонсон | Michael Johnson | США    | Атланта  | 01.08.1996 |     |
| 19,32 | Усейн Болт    | Usain Bolt      | Ямайка | Лондон   | 09.08.2012 |     |

### Жінки
Найкращі спортсменки за всю історію легкої атлетики 
| Рез.  | Спортсменка             | Спортсменка              | Країна     | Місце        | Дата       | Пр. |
| ----- | ----------------------- | ------------------------ | ---------- | ------------ | ---------- | --- |
| 21,34 | Флоренс Гріффіт-Джойнер | Florence Griffith Joyner | США        | Сеул         | 29.09.1988 |     |
| 21,53 | Елейн Томпсон           | Elaine Thompson Herah    | Ямайка     | Токіо        | 03.08.2021 |     |
| 21,61 | Ґабріель Томас          | Gabrielle Thomas         | США        | Юджин        | 26.06.1921 |     |
| 21,62 | Маріон Джонс            | Marion Jones             | США        | Йоганнесбург | 11.09.1998 |     |
| 21,63 | Дафне Схіперс           | Dafne Schippers          | Нідерланди | Пекін        | 23.08.2015 |     |
| 21,64 | Мерлін Отті             | Merlene Ottey            | Ямайка     | Брюссель     | 13.09.1991 |     |
| 21,69 | Еллісон Фелікс          | Allyson Felix            | США        | Юджин        | 30.06.2012 |     |
| 21,71 | Маріта Кох              | Marita Koch              | НДР        | Хемніц       | 10.06.1979 |     |
| 21,71 | Гайке Дрехслер          | Heike Drechsler          | НДР        | Єна          | 29.06.1986 |     |
| 21,72 | Ґрейс Джексон-Смол      | Grace Jackson            | Ямайка     | Сеул         | 29.09.1988 |     |
| 21,72 | Гвен Торренс            | Gwen Torrence            | США        | Барселона    | 05.08.1992 |     |

5 найкращих результатів за історію легкої атлетики
| Рез.  | Спортсменка             | Спортсменка              | Країна | Місце        | Дата       | Пр. |
| ----- | ----------------------- | ------------------------ | ------ | ------------ | ---------- | --- |
| 21,34 | Флоренс Гріффіт-Джойнер | Florence Griffith Joyner | США    | Сеул         | 29.09.1988 |     |
| 21,53 | Елейн Томпсон           | Elaine Thompson Herah    | Ямайка | Токіо        | 03.08.2021 |     |
| 21,56 | Флоренс Гріффіт-Джойнер | Florence Griffith Joyner | США    | Сеул         | 29.09.1988 |     |
| 21,61 | Ґабріель Томас          | Gabrielle Thomas         | США    | Юджин        | 26.06.1921 |     |
| 21,62 | Маріон Джонс            | Marion Jones             | США    | Йоганнесбург | 11.09.1998 |     |